# Neria De Giovanni
Neria De Giovanni (Sestri Levante, 27 novembre 1952) è una saggista, biografa e critica letteraria italiana.

## Biografia
Laureata in Lettere con tesi in Letteratura Italiana Moderna e Contemporanea all'Università di Cagliari, dal 1995 è organizzatrice del "Premio Nazionale Alghero Donna di Letteratura e Giornalismo".
Tra il 2007 ed il 2010 ha curato con l'Associazione Salpare, la realizzazione e la conduzione di 4 documentari, per la rubrica di Rai Parlamento denominata “Dieci minuti di…”,  su altrettante figure femminili: “I luoghi di Grazia” sulla scrittrice Grazia Deledda (RAI 1, 15 maggio 2007); “I luoghi di Eleonora d'Arborea” sulla giudicessa Eleonora d'Arborea (RAI 3, 3 febbraio 2010); “I luoghi di Dolores Prato” sulla scrittrice Dolores Prato (RAI 3, 21 maggio 2010) ed “I luoghi di Lola Mora” sull'artista argentina Lola Mora (RAI 3, 11 novembre 2010).
Dal 2008 è la coordinatrice della rassegna di incontri letterari denominata I Venerdì di Propaganda: Temi e autori della L.E.V. (Libreria Editrice Vaticana) presso la Libreria Internazionale Paolo VI in Roma.
Durante la sua carriera di critica letteraria ha ricevuto numerosi premi, tra i quali spicca il Premio ritirato a Roma consegnatole da parte del Ministero dei Beni Culturali per il libro Ilaria del Carretto, la donna del Guinigi (Maria Pacini Fazzi, Lucca).
Autrice di quasi 40 volumi tra saggistica e prosa letteraria, è considerata un'esperta sul Premio Nobel Grazia Deledda, a cui ha dedicato 12 volumi; studiosa ed autrice di libri incentrati su figure femminili di primo piano nel campo della storia, arte e/o letteratura: Amalasunta, Arianna, Dolores Prato, Eleonora d'Arborea, Ilaria del Carretto, Ildegarda di Bingen, Juana Inés de la Cruz, Lola Mora, Louise Labé, Maria Carta, Mercè Rodoreda ed altre.
Dal 2013 è il direttore editoriale della rivista telematica PortaleLetterario.net, una piattaforma completamente dedicata alla critica letteraria.
È presidente dell'Associazione Internazionale Critici Letterari(AICL), che ha sede a Roma.

## Opere[7]
- La scrittura sommersa (Cagliari, GIA editore), 1985;
- L'ora di Lilith - Su Grazia Deledda e la letteratura femminile del secondo Novecento (Roma, Ellemme edizioni), 1987;
- Il viaggio del muflone (Cagliari, GIA editore), 1987;
- Ilaria del Carretto, La donna del Guinigi - Storie e leggende (Lucca, Maria Pacini Fazzi editore), 1989;
- Arianna - La signora del labirinto (Genova, Edizioni Culturali Internazionali Genova), 1990;
- Come leggere Canne al vento di Grazia Deledda (Milano, Ugo Mursia Editore), 1994;
- Quotidiana - Romanzi di donne attraverso la stampa (Pisa, Pisangrafica), 1995;
- Il peso dell'eros - Mito ed eros nella Sardegna di Grazia Deledda (Alghero, Nemapress), 2001;
- Religiosità, fatalismo e magia in Grazia Deledda (Alba, Edizioni San Paolo), 2002;
- Il pranzo dell'ospite - La cucina sarda nella narrativa di Grazia Deledda (Lucca, Maria Pacini Fazzi editore), 2003;
- Amalasunta - Regina barbara (Alghero, Nemapress), 2003;
- Lettere inedite di Grazia Deledda ad Arturo Giordano, direttore de La Rivista Letteraria (Alghero, Nemapress), 2004;
- Come la nube sopra il mare - Vita di Grazia Deledda (Alghero, Nemapress), 2006;
- Vento di terra, vento di mare - Grazia Deledda oltre l'isola (Alghero, Nemapress), 2007;
- A tavola con Grazia - Cibo e cucina nell'opera di Grazia Deledda (Torino, Il Leone Verde Edizioni), 2008;
- Le frontiere dell'uomo - Carlo Coccioli dall'Italia al Messico (Alghero, Nemapress), 2009;
- Ildegarda di Bingen - La donna, la monaca, la santa (Città del Vaticano, Libreria Editrice Vaticana), 2013;
- Il cammino di Efix tra i luoghi di Canne al vento (Alghero, Nemapress), 2013.
- Da Sebastiano Satta a Eugenio Montale - Studi sulla poesia italiana del Novecento (Pisa, Giardini editore), 1984;
- Femminile a confronto - Sulla narrativa femminile italiana del secondo Novecento (Bari-Roma, Lacaita editore), 1984;
- Poesie des regiones d'Europe-Sardaigne - curatrice (Namur, Cahier n°1), 1988;
- La parola in regia - Enrico IV tra Pirandello e Marco Bellocchio (Pisa, Giardini editore), 1989;
- Orma di mirto e di maestrale - I poeti sardi a M. Gorbaciov, (Pisa, Cursi editore), 1989;
- Comunicare per cambiare: voci poetiche di donne sarde - curatrice (Sassari, Centro Italiano Femminile), 1990;
- Grazia Deledda (Alghero, Nemapress), 1991;
- Poésie sarde - curatrice (Lione, Les Cahiers des Poésies-Rencontres), 1992;
- Voli di campane, I poeti italiani per il Pontefice - curatrice (Pisa, Cursi editore), 1994;
- Europea - Identità e scrittura (Alghero, Nemapress), 1995;
- Carta di donna - Narratrici italiane del '900 (Torino, Società Editrice Internazionale), 1996;
- Artemide sulla soglia - Donne e letteratura in Italia (Teramo, Demian edizioni), 1997;
- L'immagine della donna nella letteratura - curatrice ed autrice insieme ad altri membri dell'AICL (Alghero, Nemapress), 1998;
- Itinerari francesi de La voce di Prezzolini - La voce e la cultura europea agli esordi del secolo XX - coautore Pier Riccardo Frigeri (Pisa-Roma, Istituti Editoriali e Poligrafici Internazionali), 1998;
- Giornalismo e letteratura - coautori Giuseppe Costa, Michele Pinna, Salvatore Tola, Margia Trigila, Franco Zangrilli (Alghero, Nemapress), 2000;
- Isabella Morra e la poesia del Rinascimento Europeo - curatrice ed autrice insieme ad altri membri dell'AICL (Alghero, Nemapress), 2001;
- Pagine mariane in Grazia Deledda - Atti del Convegno Internazionale su Maria nella letteratura (Roma, Opera di Don Orione), 2001;
- Testi mariani nella letteratura italiana del secondo millennio (Roma, Città Nuova Editrice), 2002;
- Salvatore Quasimodo, un Premio Nobel dimenticato - curatrice ed autrice insieme ad altri membri dell'AICL (Alghero, Nemapress), 2004;
- E dicono che siamo poche… - Scrittrici italiane dell'ultimo Novecento (Roma, Istituto Poligrafico e Zecca dello Stato), 2004;
- Juana Ines de la Cruz e il barocco (Milano, L'Ancora), 2004;
- Màscares sota la lluna Maschere sotto la luna - Victor Català e Grazia Deledda - coautrice Josefa Contijoch (Roma, Ministero per i Beni e le Attività Culturali - Comitato Nazionale Minoranze), 2006;
- Maria nella letteratura d'Italia (Città del Vaticano, Libreria Editrice Vaticana), 2009;
- Cristo nella letteratura d'Italia (Città del Vaticano, Libreria Editrice Vaticana), 2010.
- Letteratura e sentimento nazionale nell'opera di Francesco De Sanctis - curatrice ed autrice insieme ad altri membri dell'AICL (Alghero, Nemapress), 2012.